# Provincia Autónoma de Korçë
La Provincia Autónoma de Korçë (en albanés: Krahina Autonome e Korçës), a veces denominada República de Korçë, fue una entidad autónoma establecida el 27 de diciembre de 1916 por las fuerzas locales francesas después de que la ciudad de Korçë cayera bajo su control durante la Primera Guerra Mundial, y que duró hasta 1920.
Debido a los acontecimientos en el frente macedonio durante la Primera Guerra Mundial, la ciudad de Korçë quedó bajo control francés (1916-1920). Durante este tiempo, 14 representantes de Korçë y el coronel francés Descoins firmaron un protocolo que proclamó la provincia autónoma albanesa de Korçë bajo la protección militar del ejército francés y con Themistokli Gërmenji como prefecto de policía.
Las nuevas autoridades introdujeron el albanés y el francés como idioma oficial y reemplazaron las escuelas griegas por las albanesas, que estaban prohibidas durante la administración griega de la ciudad. También había una escuela francesa en Korçë y uno de sus muchos alumnos, que más tarde se convertiría en profesor, fue Enver Hoxha, el futuro líder de la Albania comunista.

## Antecedentes
La República de Korçë se estableció en 1916 durante la Primera Guerra Mundial . El ejército austrohúngaro invadió el norte de Albania en la primavera de 1916, el ejército del Reino de Bulgaria ocupó las partes orientales de Albania, incluida la ciudad de Elbassan (que luego fue entregada a Austria-Hungría ). El ejército francés ocuparía Korçë y sus alrededores el 29 de noviembre de 1916. Italia ocupó el puerto de Vlorë y la región del sur del Principado de Albania en diciembre de 1914 y en el otoño de 1916.

### Cuestión de Epiro del Norte

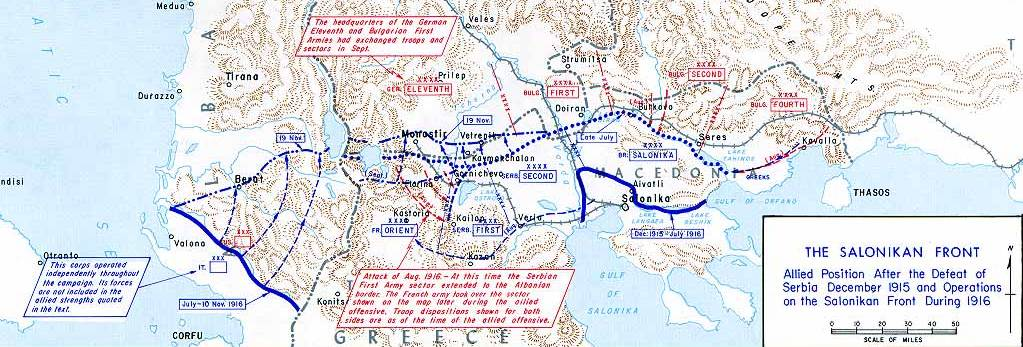
Operación de conectar las tropas italianas con los aliados en el frente macedonio en el período de diciembre de 1915 a diciembre de 1916

Korçë pertenece a la región considerada como Epiro del Norte, una región con importantes comunidades albanesas (tanto musulmanas como ortodoxas), arrumanas y griegas . La opinión nacional griega era clasificar a todos los arrumanos y albaneses ortodoxos como parte de la minoría griega. Las Grandes Potencias firmaron el Protocolo de Florencia y otorgaron la región al recién fundado Principado de Albania el 17 de diciembre de 1913. Para evitar la posibilidad de que Albania tomara el control de la región cuando las fuerzas griegas se retiraran, los epirotas pro-griegos decidieron declarar su propia identidad política separada.
El 28 de febrero de 1914, se declaró en Gjirokastër la República Autónoma del Epiro del Norte y se formó un gobierno provisional. El Protocolo de Corfú se firmó el 17 de mayo de 1914 y el gobierno albanés reconoció oficialmente el área del norte de Epiro como una región autónoma dentro del estado albanés. Poco después del estallido de la Primera Guerra Mundial (julio de 1914), la situación en Albania se volvió inestable y se produjo el caos político. Cuando el país se dividió en una serie de gobiernos regionales, el Príncipe William abandonó el país en septiembre de 1914.

### Administración militar y civil griega
El 27 de octubre de 1914, tras la aprobación de las Grandes Potencias, el ejército griego volvió a entrar en la zona de Epiro del Notye. Durante la administración griega, y mientras continuaba la Primera Guerra Mundial, se acordó entre Grecia, Italia y las grandes potencias que la solución final del problema de Epirota del Norte debería dejarse para el futuro, después de que terminara la guerra. Sin embargo, después de la renuncia de Venizelos en diciembre, los sucesivos gobiernos realistas estaban decididos a explotar la situación y predeterminar el futuro de la región incorporándola formalmente al estado griego. En los primeros meses de 1916, Epiro del Norte participó en las elecciones griegas y eligió a 16 representantes para el Parlamento griego. En marzo, se declaró oficialmente la unión de la región con Grecia y el área se dividió en las prefecturas de Argyrokastro y Korytsa.

### Ocupación búlgara de Korçë
Después del comienzo de la entrada de Bulgaria en la Primera Guerra Mundial del lado de las potencias centrales en el otoño de 1915, muchos albaneses se unieron a los búlgaros que les dieron armas. El Reino de Bulgaria usó su ejército para ocupar la parte oriental de Albania al comienzo de la ocupación de Albania .
Después de la ocupación de las partes orientales de Albania, incluida la ciudad de Elbasan, el 18 de agosto de 1916, el ejército búlgaro, probablemente intentando unirse a las fuerzas austriacas en Albania y en un ataque combinado contra el ejército italiano, ocupó Korçë . y expulsó a la guarnición griega de la ciudad. El objetivo de Bulgaria era persuadir a los líderes albaneses para que eligieran al Príncipe Kiril, segundo hijo de Fernando I de Bulgaria, como su rey. Una razón adicional para la ocupación búlgara de Korçë fue que las posiciones búlgaras en Bitolj se verían seriamente amenazadas si los Aliados ganaban el control de Korçë.

### Movimiento nacionalista albanés y el Imperio de los Habsburgo
Cuando las fuerzas de los Habsburgo avanzaron por primera vez en Albania a la cola de las fuerzas serbias que huían, fueron recibidas como libertadoras, y el movimiento nacionalista albanés se mostró entusiasmado con su voluntad de permitir el autogobierno albanés bajo su ala, y las diversas escuelas albanesas que abrieron en todo el territorio. Albania y Kosovo. Sin embargo, este entusiasmo se atenuó después de que los líderes albaneses se enteraron de que "las reuniones con fines políticos estaban prohibidas en los distritos ocupados por los ejércitos imperiales", y la orden de desarme dada por los austriacos fue muy resentida e incluso resistida hasta cierto punto. Como resultado, los chetas en el área de Korçë liderados por Themistokli Gërmenji, Mihal Grameno y Sali Butka se interesaron en otras alianzas. En última instancia, pedirían la cooperación de los franceses, porque parecía que los franceses se inclinaban a respetar lo que consideraban los derechos nacionales albaneses.

### Ocupación francesa de Korçë
Las tropas francesas entraron en Korçë el 29 de noviembre de 1916, durante una operación militar que tenía como objetivo conectar el frente aliado en Tesalónica en el frente macedonio con la región del sur de Albania, que estaba en manos de las tropas italianas. Las tropas francesas en Korçë estaban bajo el mando del general Maurice Sarrail y bajo el mando directo del coronel Descoins. Había dos grupos de rebeldes albaneses activos en la región de Korçë, uno liderado por Themistokli Gërmenji y otro por Sali Butka . Mientras tanto, bandas irregulares albanesas, encabezadas por Butka y cooperando con las fuerzas austriacas, saquearon Moscopole, y amenazaron con que Korçë correría la misma suerte si no izaba la bandera albanesa y se rendía a las autoridades albanesas.

## Establecimiento

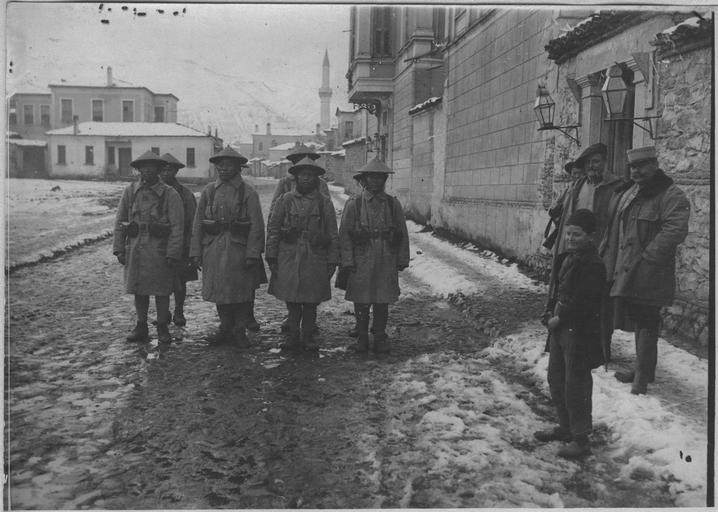
Rifleros tonquineses en Korçë, enero de 1917.

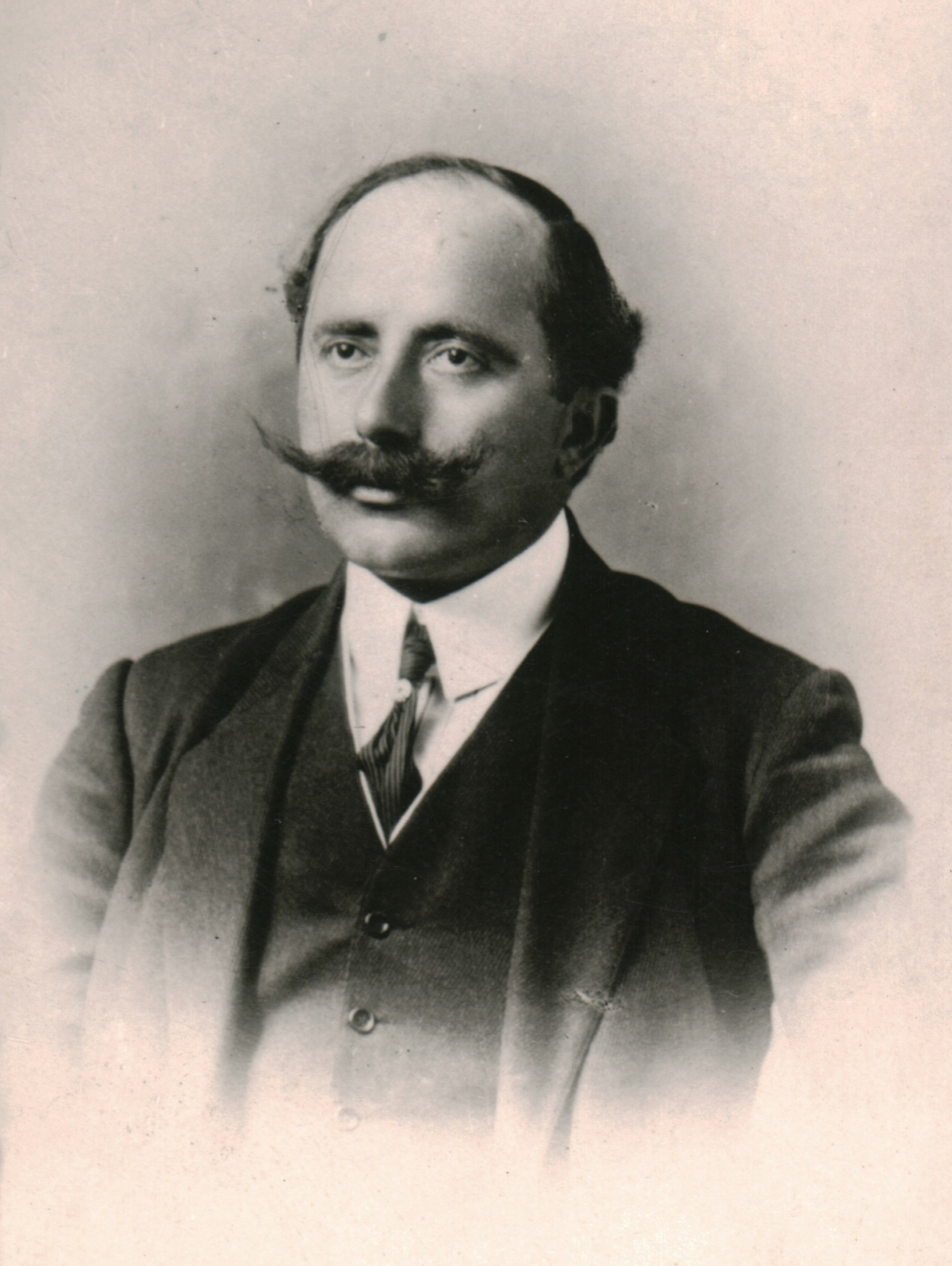
Themistokli Gërmenji, líder nacionalista albanés y prefecto de la República Autónoma

El coronel Descoins hizo arreglos con los principales nacionalistas albaneses de Korçë. Los oficiales franceses se reunieron con Themistokli Gërmenji el 24 de noviembre de 1916.  Themistokli Gërmenji llegó a Korçë desde Pogradec, que estaba ocupada por los ejércitos de Austria-Hungría y Bulgaria .  Los oficiales franceses nombraron una comisión dirigida por Gërmenji. La comisión tenía catorce miembros, siete cristianos y siete musulmanes. Los miembros de esta comisión fueron: Rafail Adhami, Kostandin Nocka, Nikolla Vangjeli, Vasil Singjeli, Vasil Kondi, Llambro Mborja, Thimi Cale, Shaqir Shabani, Tefik Rushiti, Hysen Dishnica, Emin Rakipi, Qani Dishnica, Sali Babani y Haki Shemshedini.
La comisión se reunió el 10 de diciembre a las 9 en la Escuela de San Jorge y Gërmenji pronunció un discurso ante los hombres reunidos y después de la reunión la comisión se dirigió a la prefectura. En la prefectura se reunieron con el coronel Descoins y con los demás oficiales franceses. El coronel Descoins informó a la comisión que debían firmar un protocolo. El 10 de diciembre de 1916, el coronel Descoins y la comisión firmaron un protocolo, según el cual se establecería una provincia autónoma en los territorios de Korçë, Bilishti, Kolonja, Opar y Gora. También se acordó que los 14 miembros de la comisión conformarían el consejo de administración, encargado de mantener el orden.

### Protocolo
El texto del protocolo, que afirmaba que se hizo de acuerdo con los deseos de los delegados albaneses de kaza de Korçë, tenía 9 puntos que se resumen a continuación:
1. la provincia autónoma de Korçë se establece mediante este protocolo y ocupa los territorios de Korçë, Bilishti, Kolonja, Opar y Gora
2. la kaza Korçë estará gobernada por el Consejo de Administración con 14 miembros, mitad cristianos y mitad musulmanes
3. los nombramientos para los puestos en la kaza serán realizados por las autoridades militares francesas, sobre la base de la propuesta del consejo de administración
4. para mantener el orden en la kaza, el prefecto de policía será responsable, utilizando la gendarmería y la policía recién establecidas
5. se establecerá una unidad especial de "gendarmería móvil albanesa" que sería responsable de salvaguardar la independencia del territorio y la libertad de su gente
6. con el mismo propósito se puede establecer un batallón regular de voluntarios
7. La policía, la gendarmería y las tropas voluntarias estarían bajo la autoridad superior del oficial francés.
8. el idioma oficial es el albanés
9. la bandera de la kaza Korçë será la bandera tradicional de Skanderbeg con la bandera francesa tricolor

Las nuevas autoridades de Korçë organizaron la policía y la gendarmería, un sistema de correos y emitieron sellos postales.

### Estatuto de Korçë
El 27 de septiembre de 1917, el general Maurice Sarrail proclamó un nuevo estatuto que derogaba el protocolo constitucional. La administración fue confiada al comandante del grupo de ejércitos Malik. El Consejo Administrativo fue reemplazado por un Consejo Consultivo que se redujo a 12 miembros (todavía la mitad musulmanes y la mitad cristianos). El territorio bajo administración francesa se dividió en dos partes, norte (Pogradec) y sur (República de Korçë) de Devolli.

## Gobierno

### Administración
El 10 de diciembre de 1916, Henry Descoins, comandante de la guarnición francesa de Korçë, con la aprobación de Maurice Sarrail, declaró la República Autónoma de Albania de Korçë, y nombró prefecto a Themistokli Gërmenji. En el período siguiente, los griegos de la ciudad fueron perseguidos por los elementos nacionalistas albaneses que pretendían hacerse con el control de Korçë. Como resultado, los griegos locales pidieron a las autoridades francesas que prolongaran su ocupación hasta el final de la Primera Guerra Mundial.
En el período de marzo de 1917 a febrero de 1918, Qani Dishnica fue designado presidente del Consejo Administrativo de Albania. los gobernadores delegados de la República de Korçë fueron Henri Descoins (10 de diciembre de 1916 - 11 de mayo de 1917), Salle (1917-1919) y Reynard Lespinasse (junio de 1919 - 26 de mayo de 1920).
Los gobernadores delegados franceses designaron a un funcionario para que fuera su delegado en el Consejo. El primer oficial designado fue el teniente de reserva Bargeton, quien fue reemplazado a mediados de enero de 1917 por el teniente Siegfried.

### Educación
Francia tenía la intención de ayudar a establecer 200 escuelas primarias en idioma albanés, como parte de una estrategia de afirmación nacional albanesa. Por otro lado, todas las escuelas griegas se vieron obligadas a cerrar, mientras que el elemento griego de la ciudad fue perseguido. El Liceo Nacional de Albania ( en francés: Le lycée de Korça  , en albanés: Liceu Kombëtar i Korçës   ) la escuela secundaria en Korçë se estableció en 1917. Las autoridades francesas afirman que prohibieron la apertura de la escuela secundaria porque no querían ofender a sus aliados griegos encabezados por el Movimiento de Defensa Nacional de Eleftherios Venizelos, que reclamaban derechos sobre el área. Algunas fuentes encuentran esta afirmación inapropiada, considerando que el Liceo Francés de Tesalónica envió al profesor Vital Gerson a liderar un pequeño equipo de tres profesores albaneses para unirse a un oficial francés, que dio algunas nociones de cultura francesa, en la ceremonia de apertura de la escuela. El Liceo Nacional Francés fue la primera escuela secundaria albanesa que estuvo abierta a estudiantes de todas las religiones.

### Divisa
El frange ( albanés ) o franco (francés) fue la moneda de la República Autónoma de Albania de Korçë entre 1917 y 1921. Se subdividía en 100 céntimos . La moneda se introdujo durante el período de ocupación francesa. Solo se emitió en forma de papel moneda, con billetes emitidos en denominaciones de 50 céntimos, 1 y 5 fracciones. Tanto el papel moneda como los sellos postales fueron grabados por el soldado Davier (alumno de Louis-Oscar Roty ).

### Captura de Pogradec
En septiembre de 1917, el general Maurice Sarrail emprendió una acción contra los ejércitos de Austria-Hungría y Bulgaria en Albania, y el 9 de septiembre las tropas francesas capturaron Pogradec . Junto con los ejércitos de Bulgaria y Austria-Hungría, estaban los albaneses, dirigidos por Hysejn Nikolica, luchando contra las tropas francesas. Themistokli Gërmenji recibió la Croix de Guerre en noviembre de 1917 por su participación en la captura francesa de Pogradec con el batallón de Korçë. Aunque el gobierno francés consideró nombrar a Essad Pasha Toptani para gobernar la región de Pogradec, permaneció bajo la administración francesa.

### Militar
Se formó un regimiento de fusileros albaneses y sirvió como vanguardia para las fuerzas francesas.

### Disolución y secuelas
En noviembre de 1917, el general Salle informó que el intento de cooperación entre cristianos y musulmanes había dado lugar a frecuentes dificultades. A finales de 1917, Gërmenji fue acusado de colaborar con las potencias centrales y fue ejecutado en Tesalónica tras ser condenado a muerte por un tribunal militar francés.
El General Salle suprimió la ya limitada autonomía del Consejo el 16 de febrero de 1918. Después de que en los armisticios y capitulaciones al final de la Primera Guerra Mundial, se acordó que Francia e Italia deberían continuar gobernando los territorios que ocupaban, y que Francia, Italia y el Imperio Británico juntos deberían gobernar Shkodër . Como resultado, el ejército francés se retiró de Korçë el 15 de junio de 1920. Después de que el ejército francés abandonara Korçë, el destino del territorio que administraba fue decidido por la Conferencia de Paz de París en 1919 .
El 12 de diciembre de 1916, Italia exigió explicaciones al Ministerio de Asuntos Exteriores francés, a través de su embajador, afirmando que el establecimiento de la República Autónoma de Albania de Korçë violaba el Tratado de Lon
dres . Austria-Hungría utilizó el precedente francés en Korçë para justificar la proclamación de la independencia de Albania bajo su protectorado el 3 de enero de 1917, en Shkodër . El Reino de Italia hizo lo mismo al proclamar la independencia de Albania bajo su protectorado el 23 de junio de 1917, en Gjirokastra .
Debido a que el general Maurice Sarrail había demostrado una tendencia a interferir en la política, el primer ministro Georges Clemenceau lo relevó de su mando en diciembre de 1917. Hubo una fuerte influencia francesa en Korçë incluso después de que la República Autónoma dejara de existir. El Liceo Nacional de Albania permaneció activo hasta 1939; se construyó un cementerio militar francés que existe hasta hoy en día.